# くすり (シンガーソングライター)
くすり（1997年‐）は、愛知県出身のシンガーソングライターである。

## 経歴
1997年生まれ。4歳からピアノを始め、高校生からアコースティック・ギターを手に取り、2016年「くすり」として本格的に音楽活動を開始。2017年3月、1st Demo「Quiet Carnival」発売。 同年夏の未確認フェスティバルでは決勝8組に残るも、惜しくもグランプリ選出は叶わなかった。その音楽はJ-POPにフォークソングやブルース、カントリー・ミュージックなどのエッセンスをごく自然に取り入れ、弾き語りを中心としつつもバンドセットでの表現なども見せながら、現在進行形で多彩に進化し続けている。ソロでの活動のみならず、大瀧ヌーバンド、ヒラウチマイのサポートメンバーとしてコーラスで参加するなど精力的に活動を行っている。

## 代表曲
- 上京ブルース
- 生活がしたい
- 名前をつける

## 著名人からの評価・エピソード
上記楽曲「名前をつける」は音楽プロデューサーの保本真吾による新人発掘プロジェクト「EnjoyMusic!」への参加によって制作された楽曲である。保本は彼女について「彼女もまた逸材です。（中略）彼女たちの音楽にポピュラリティを持たせるにはどうすべきかを考えるのが面白いんです。僕がこうやってピックアップするアーティストは、現時点ではまだ完成していない人たちなんですよ。なので、そこはほかのオーディションとは考え方が違うかもしれません」と語り、不完全で発展途上にある彼女のセンスに惹かれてプロデュースを行ったことを示唆している。